# 斯卡拉曼加斯造船廠
斯卡拉曼加斯造船廠（Skaramangas Shipyards），前稱希臘造船廠（Hellenic Shipyards），位於希臘西雅典地區斯卡拉曼加斯的一家大型造船廠，成立於1937年，是一家軍艦建造公司。
該公司於2002年被霍瓦茲-德意志造船廠（HDW）領導下的一群德國投資者收購，HDW後來成為蒂森克虜伯海洋系統（TKMS）的子公司。然而，TKMS集團的管理不善導致造船廠衰落，員工人數從1975年的約6,200人減少到2009年的1,300人。

## 外部連結
- Hellenic Shipyards S.A. official website
- Hellenic Shipyards Atlantis Superyacht, in World's 100 largest superyachts
- A very large gallery of photographs and documents of the shipyard （页面存档备份，存于）